# AdLib
AdLib era il nome di una scheda audio prodotta nel 1987 dalla canadese Ad Lib, Inc., una società fondata da Martin Prevel, un ex professore di musica e vice-decano del dipartimento di musica dell'Università Laval di Québec. L'AdLib, il cui nome corretto era in realtà Ad Lib Music Synthesizer Card (ALMSC), fu la prima scheda audio per compatibili IBM ad imporsi presso gli sviluppatori di videogiochi come standard audio de facto.

## Storia della scheda
La scheda inizialmente non riscosse molto successo e il suo utilizzo stentava a diffondersi. Per questo motivo Prevel si affidò a
Top Star Computer Services, Inc. (TSCS), una società del New Jersey che forniva servizi agli sviluppatori di videogiochi, che promosse la scheda presso Sierra On-Line, che la supportò nel suo King's Quest IV, il primo gioco ad usarla (1988). La scheda raggiunse subito un immediato successo, trainata non solo da un popolare gioco ma anche da una produzione audio di alta qualità, creata da un compositore professionale assunto allo scopo. Presto tutti gli sviluppatori di giochi iniziarono a supportare AdLib.

## Specifiche tecniche

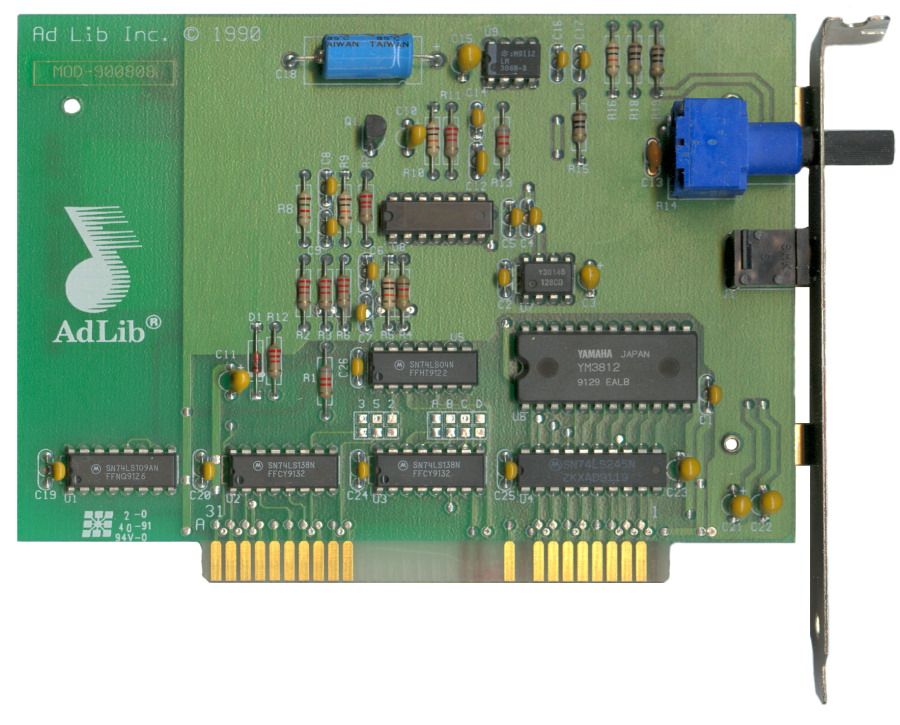
La scheda AdLib Music Synthesizer Card, nota come AdLib

La AdLib usava come chip sonoro lo Yamaha YM3812, che generava l'audio tramite un paio di sintetizzatori FM, a cui era affiancata la circuiteria necessaria a collegare la scheda al PC tramite connettore ISA ad 8 bit.
La scheda generava musica con diversi timbri ed effetti sonori anche se la qualità acustica percepita era chiaramente sintetizzata. L'audio digitale (PCM) non era supportato, una caratteristica che sarebbe stata invece introdotta in un secondo tempo nei prodotti della concorrenza (come la Sound Blaster di Creative Labs.).
Gli ingegneri che svilupparono la AdLib e le relative librerie software per Ad Lib lavoravano presso Lyrtech.

## AdLib Gold

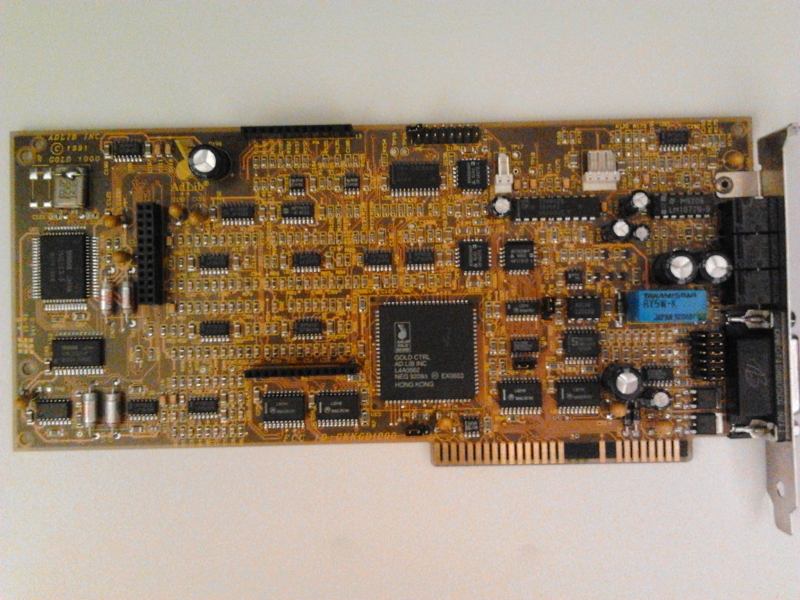
AdLib Gold 1000

I concorrenti non restarono però a guardare ed iniziarono a mettere in commercio delle alternative più o meno valide. La Sound Blaster fu la scheda che strappò il mercato delle schede audio dalle mani di Ad Lib riuscendo ad imporsi come il nuovo standard grazie al fatto che supportava anche l'audio digitale ma, soprattutto, offriva sia una porta MIDI sia una porta joystick.
Ad Lib iniziò quindi a pensare all'erede di AdLib, AdLib Gold, una scheda audio stereo a 12 bit basata sul nuovo chip sonoro Yamaha YMF262 (OPL3) con l'aggiunta di un PCM digitale a 12 bit. La Gold manteneva la retrocompatibilità con l'originale AdLib. Ma la nuova scheda ebbe vita dura fin dall'inizio. Ad Lib non era una società di ricerca e non aveva le necessarie conoscenze per disegnare in proprio la scheda. Il progetto fu perciò affidato al fornitore del chip usato su AdLib, Yamaha. Creative Labs era però anche il più grande cliente di Yamaha per quanto concerneva la tecnologia musicale. Questo fatto portò ad un conflitto di interessi, con Yamaha che ritardò lo sviluppo di AdLib Gold.
Quando finalmente la scheda fu terminata e messa in commercio (1992), le schede Sound Blaster avevano ormai sostituito le AdLib come standard audio per i PC ed erano anche vendute ad un prezzo inferiore a quello della AdLib Gold, che perciò ebbe una scarsa accoglienza di vendite e di supporto.
La AdLib Gold fu prodotta anche per il bus MCA con il nome di AdLib Gold MC2000.

## Il fallimento di Ad Lib
Come detto, poco dopo l'introduzione della scheda AdLib, Creative Labs presentò la Sound Blaster. Questa scheda era pienamente compatibile con AdLib: ciò significava che tutti i giochi, passati, presenti e futuri, scritti per AdLib giravano senza problemi sulla Sound Blaster. Inoltre la scheda di Creative presentava alcune aggiunte importanti: un canale audio PCM, una porta MIDI ed una porta giochi. Grazie all'audio PCM era possibile registrare e riprodurre audio digitale, inclusi dialoghi, effetti sonori e piccole performance musicali. L'audio PCM completava le caratteristiche dell'YM3812 permettendo agli sviluppatori di giochi di includere audio digitale per parlato ed effetti sonori realistici, difficilmente riproducibili dai sintetizzatori FM del chip Yamaha. Inoltre, l'inclusione di una porta giochi per la connessione di un joystick faceva della Sound Blaster una scheda giochi economicamente valida, integrando in un unico prodotto sia l'interfaccia per il collegamento delle periferiche di gioco sia una scheda audio.
Grazie alla superiorità come prodotto e ad una politica commerciale migliore, la Sound Blaster conquistò velocemente il posto occupato dalla AdLib divenendo lo standard de facto nell'audio dei giochi per PC. Ad Lib presentò la sua alternativa, AdLib Gold, troppo in ritardo, quando la Sound Blaster dominava ormai il mercato.
Le vendite calarono vertiginosamente e Ad Lib fu costretta a dichiarare la bancarotta nel 1992. Nello stesso anno una società tedesca, Binnenalster, GmbH, acquistò gli assetti di Ad Lib dal governo canadese, che li aveva precedentemente acquistati per evitare che la società fosse acquisita dalla stessa Creative. Binnenalster cambiò il nome della società in AdLib Multimedia e continuò a vendere AdLib Gold e gli altri prodotti della defunta Ad Lib.
Nel 1994 AdLib Multimedia fu venduta a un produttore taiwanese.